# Дикий Билл (фильм, 2011)
«Дикий Билл» (англ. Wild Bill) — британский драматический фильм, режиссёрский дебют Декстера Флетчера.

## Сюжет
Выйдя на свободу после восьми лет в тюрьме, Билл обнаруживает, что совсем не знает своих детей — 15-летнего Дина и 11-летнего Джимми. Да и те не особенно стремятся к воссоединению с тем, о существовании кого они даже не вспоминали. Особенно это касается Дина — ожесточившегося юноши, который после бегства матери вынужден в одиночку заботиться о брате и нелегально работать на стройке. Билл поначалу намеревается отправиться в Шотландию, чтобы устроиться рабочим на нефтяной платформе. Однако, чтобы детей не забрали в приют, он договаривается с Дином, что некоторое время поживёт дома. Теперь ему приходится налаживать контакт с сыновьями.

## В ролях
- Чарли Крид-Майлз — Дикий Билл
- Уилл Поултер — Дин, старший сын Билла
- Сэмми Уильямс — Джимми, младший сын Билла
- Иван Реон — Пилл
- Шарлотта Спенсер — Стеф
- Лиз Уайт — Рокси
- Лео Грегори — Терри
- Нил Мэскелл — Дикки
- Марк Монеро — Фредди
- Оливия Уильямс — Келли
- Джейми Уинстон — Хелен
- Джейсон Флеминг — Джон
- Энди Серкис — Глен
- Шон Пертви — Джек

## Производство
Фильм снимался в основном в Ист-Энде. Флетчер цитирует таких режиссеров, как Эмир Кустурица, Франклин Шаффнер, Джерард Джонсон. Такие фильмы, как «Чёрная кошка, белый кот», «Тони» и «Андерграунд» оказали влияние на картину.

## Награды и номинации
- 2011 — участие в конкурсной программе Чикагского кинофестиваля.
- 2011 — номинация на Премию британского независимого кино за лучший вклад в кинопроизводство.
- 2013 — номинация на премию BAFTA за лучший дебют британского сценариста, режиссёра или продюсера (Декстер Флетчер, Дэнни Кинг).
- 2013 — три номинации на Премию Лондонского кружка кинокритиков: британский прорыв года (Декстер Флетчер), лучший британский актёр (Чарли Крид-Майлз), лучший молодой британский актёр (Уилл Поултер).